# کابوتاژ

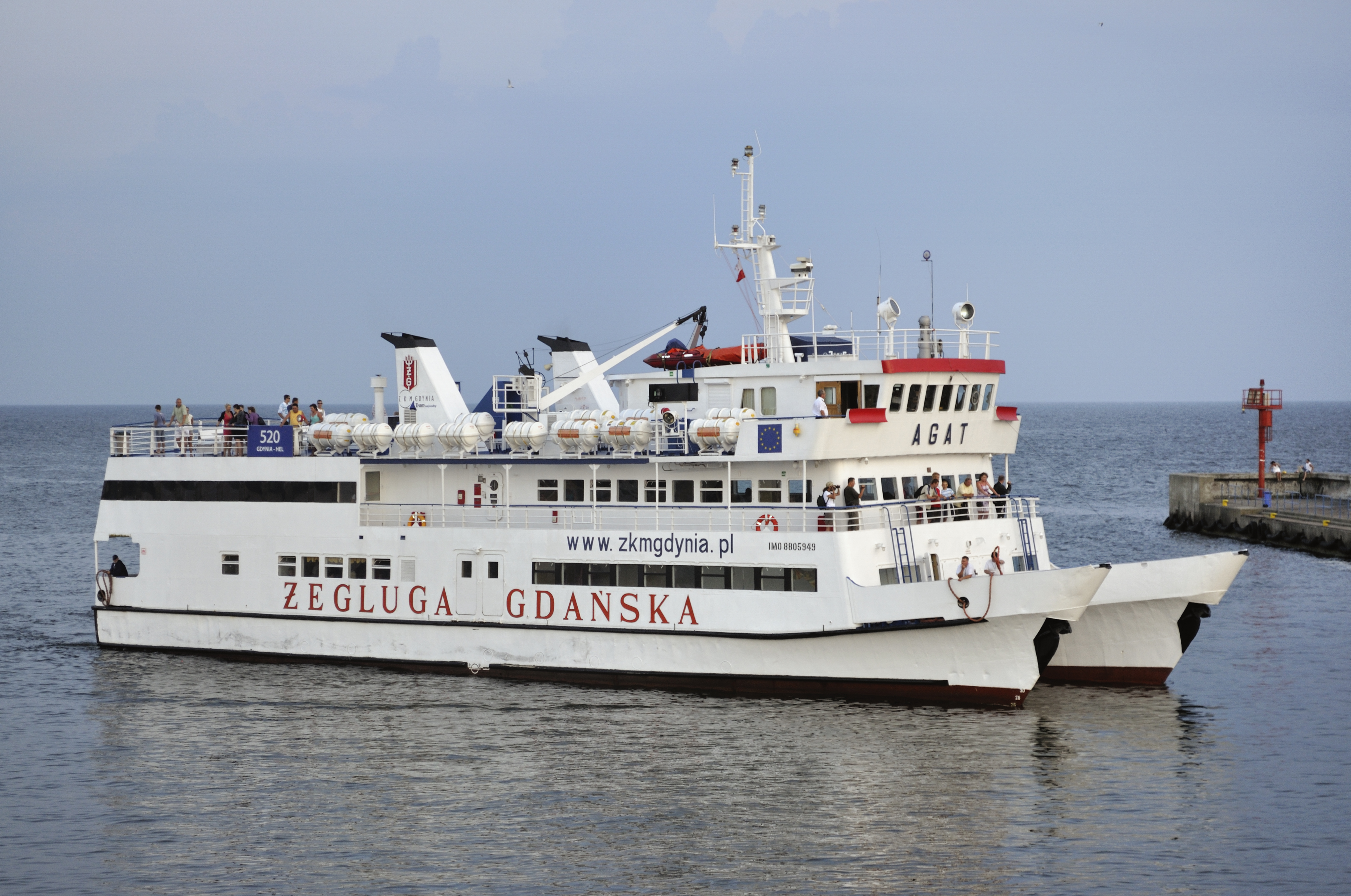
نمونه کابوتاژ در صنعت حمل و نقل دریایی

کابوتاژ یا مساحله (به انگلیسی: Cabotage) حمل و نقل کالا یا مسافران از یک نقطه در یک کشور به نقطه ای دیگر در همان کشور در شرایطی که کاربر حمل و نقل از کشور دیگری باشد را مساحله میگویند. در ابتدا مقررات مساحله فقط برای حمل و نقل در امتداد مسیرهای ساحلی، یا بندر به بندر اعمال می شد. اما هم‌اکنون برای هوانوردی، خطوط ریلی و حمل و نقل جاده ای نیز استفاده می‌شود.
طبق مفاد قانون عبارت از: حمل کالا از یک نقطه به نقطه دیگر کشور از راه دریا یا رودخانه‌های مرزی است و کالائی که از لحاظ نزدیکی راه یا رعایت صرفه تجارتی از یک نقطه به نقطه دیگر کشور با گذر از خاک کشور خارج حمل شود نیز مشمول مقررات مساحله می‌شود و در این موارد هر گاه کالای مساحله‌ای با وسایل نقلیه داخلی حمل شود وسیله نقلیه نیز تابع تشریفات کالای مساحله‌ای خواهد بود.
اصطلاحا پروانه خروج موقت وسیله نقلیه را نیز مساحله گویند.
کران بری، کابوتاژ یا مساحله رویه ای است که کالای داخلی از یک گمرک مرزی به گمرک مرزی دیگری در قلمرو گمرکی از راه دریا یا رودخانه مرزی حمل می‌شود.

## اصطلاح کاپوتاژ
به خدمات حمل و نقل در داخل کشور گفته می شود که توسط یک باربری خارجی ارائه می شود. کابوتاژ اغلب به حق شرکت خارجی برای ارائه خدمات اشاره دارد. این اصطلاح از صنعت کشتیرانی سرچشمه می گیرد و به کشتیرانی ساحلی، سفر از دماغه به دماغه در امتداد ساحل گفته می شود. کابوتاژ بر اساس “کابوتر” فرانسوی برای “رفتن از بندری به بندر دیگر” است.

## مساحله خودرو شخصی
در این مورد مساحله در واقع گرفتن اجازه از گمرک برای خروج ماشین از کشور است. این مجوز یکساله صادر می‌شود و به‌صورت خود به خود باطل نمی‌شود و حتما قبل از یکسال باید به گمرک مراجعه کنید و مساحله را باطل کنید و در غیر اینصورت جریمه سنگینی خواهید داشت.
برای گرفتن برگه مساحله باید به یکی از شعب گمرک مراجعه نمایید. بهتر است ماشین خود را همراه داشته باشید زیرا برخی ماشین‌های گران قیمت و ‌لوکس و نیز ماشین‌های قدیمی توسط کارشناس گمرک مورد بازدید قرار می‌گیرند.
پس از ورود به گمرک به قسمت بیجک می‌روید و مدارک خودرو که شامل کارت سبز، سند کارخانه و‌ کارت ماشین بعلاوه کارت ملی است را به کارشناس مربوطه می‌دهید.
سپس آنها شما را به کارشناس بعدی ارجاع می‌دهند. کل فرآیند بیشتر از یک ساعت طول نمی‌کشد و در نهایت به شما یک برگه می‌دهند که برگه مساحله نام دارد.
برگه مساحله به نام مالک خودرو و ‌شخصی که خودرو را از مرز خارج می‌کند صادر می‌شود.
1. ↑  «کابوتاژ COBOTAGE چیست؟». مجله کسب و کار بیگ والت. بایگانی‌شده از اصلی در ۸ دسامبر ۲۰۱۷. دریافت‌شده در ۷ دسامبر ۲۰۱۷.
2. ↑  باغشنی، فاطمه (۲۰۲۳-۰۲-۱۷). «کابوتاژ چیست؟». بازرگانی اجاقی. دریافت‌شده در ۲۰۲۳-۰۲-۲۰.
3. ↑  شهاب چراغی. «سفر زمینی با ماشین». جهانگردی با شهاب چراغی.